# عين العبد الله
عين العبد الله هي إحدى القرى المحتلة والمدمرة التابعة لمركز فيق التابع لمحافظة القنيطرة في هضبة الجولان بجنوب غرب سوريا.
خربة أثرية في هضبة الجولان، قرب قطوع الشيخ علي، ناحية البطيحة، منطقة فيق، محافظة القنيطرة (158م). تقع على بعد (200م). شمال قرية قطوع الشيخ علي تظهر فيها مخلفات أثرية متنوعة، ففي جنوبها بناء مستطيل مبني بحجارة منحونة جيداً، ومزخرفة، ووجد بالقرب منه عدد كبير من الحجارة المنحونة والمزخرفة منها حجر نحت عليه شعار (هرقل) وكرمة كما وجدت تيجان أعمدة يونانية مزخرفة، وبقايا بيوت وباحات وشوارع، وعلى مقربة من الخرب بقعة كثيرة المدافن القديمة المميزة بضخامتها وبأساليب بنائها.